# Bubble and Squeak (jeu vidéo)
Pour les articles homonymes, voir Bubble and squeak.
Bubble and Squeak est un jeu vidéo de plates-formes développé par Fox Williams et édité par Sunsoft et Audiogenic en 1994. Le jeu fonctionne sur Amiga 500, Amiga 1200, Amiga CD32 et Mega Drive.

## Système de jeu
Bubble and Squeak est un jeu de plates-formes en 2D.

## Équipe de développement
- Game Design : Pat Fox, Scott Williams
- Programmation : Alex Slater, Ray Price
- Graphisme : Pat Fox, avec l'aide de Richard Smith
- Effets sonores et musique : Allister Brimble